# ジョン・ジョセフ・ボイラン
ジョン・ジョセフ・ボイラン（英語: John Joseph Boylan, 1878年9月20日 - 1938年10月5日）は、アメリカ合衆国の政治家。民主党に所属し、1923年から1938年まで連邦下院議員（ニューヨーク州選出）を務めた。

## 生涯
ニューヨークに生まれる。父はパトリック・ボイラン (Patrick Boylan)、母はエリザベス・マッケルロイ (Elizabeth McElroy) であった。地元の公立学校で教育を受け、カテドラル・スクール、デ・ラ・サール・インスティテュート、およびマンハッタン大学へ進んだ。卒業後は郵便事務員として就労し、その後不動産事業に従事した。
1910年、1911年、および1912年にニューヨーク州下院議員（ニューヨーク郡第11区選出）を務めた。のち、1913年から1922年までニューヨーク州上院議員を務め、第136議会、第137議会、第138議会、第139議会、第140議会、第141議会、第142議会、第143議会、第144議会、および第145議会に出席した。
民主党から連邦下院議員に立候補し、第68議会、第69議会、第70議会、第71議会、第72議会、第73議会、第74議会、および第75議会に参加した。着任は1923年3月4日であり、1938年10月5日にニューヨーク市内で死去するまで在任した。
1938年10月5日、マンハッタンのフレンチ病院で死去し、クイーンズ区のカルヴァリー墓地に埋葬された。